# 八王子社 (奈良市納院町)
八王子社（はちおうじしゃ）は、奈良県奈良市納院町にある神社。八屋神社あるいは蜂屋神社とも呼ばれる。
薬師堂町の御霊神社の摂社とされている。

## 歴史
『奈良坊目拙解』に名の見える「八王子社」はこの神社と比定されており、それによれば、この神社は近州坂本日吉八王子から勧請されたと見える。

### 長者「蜂屋」の跡
室町時代より当社の建つ納院町では、蜂屋姓の冶金業者が繁栄し、康正年間には蜂屋五郎三郎が有徳人として、興福寺に有徳銭を課せられていたという。また納院町は蜂屋辻子（ずし）とも呼ばれたという。
戦国時代には茶人として著名な蜂屋紹佐がこの地に住み、時の人からは「蜂屋殿」と呼ばれていた。紹佐は金銭は減り易いので子孫に伝え難いと思い、井戸を掘り砥石を積み重ねて金を埋めておいた。紹佐は元亀2年（1571年）7月に松永久秀の多聞山城内で死亡したが、その後曽孫の代になり蜂屋も貧乏になったため、井戸を掘り返したところ、砥石は全て墉石となり、金も見つからず家は衰えたと伝わる。蜂屋の屋敷であったところが現在の八王子社の所在地であり、蜂屋神社の異名もそこから生じている。

## 祭神
- 大山咋神 - 大年神の御子で山末之大主神とも呼ばれる[2]。